# Etiqueta negra (álbum)
Etiqueta negra es el segundo álbum de estudio de Tino Casal. Publicado en 1983 por el sello Emi-Odeón destaca por incluir la canción «Embrujada» y también «Tigre Bengalí» que se utilizó para la banda sonora de la película Sal Gorda dirigida por Fernando Trueba. Aunque el diseño de arte del álbum fue realizado por Casal las fotografías que lo ilustran son obra de Pablo Pérez-Mínguez.

## Producción
Tras el éxito de Neocasal publicado en 1981 Tino Casal se tomó su tiempo para conseguir un disco de más calidad tanto en nivel técnico como humano. Contando nuevamente con la producción de Julián Ruiz Casal es autor en esta ocasión de todas las canciones. La canción «Embrujada» colocó a Casal en lo más alto de las listas de ventas, es una de sus canciones más recordadas y le posibilitó grabar una versión de la misma en inglés. También fue muy innovador el tratamiento realizado en el videoclip promocional, protagonizado por Gaël Lévéder, una suerte de cortometraje de 8 minutos de duración.

"El montaje apoya a la canción de forma maravillosa, tanto en su esencia conceptual como en su estructura métrica, a la vez que plasma plásticamente el espíritu del Madrid lisérgico de los primeros 80".
Luis Cerveró (2016) 

Existen dos ediciones de Etiqueta Negra: en la segunda edición, publicada también en 1983, se incluye «Tigre bengalí» canción utilizada en la película Sal gorda. En 2003 se reeditó en CD, junto a los álbumes Neocasal y Hielo rojo, y en 2011 junto a toda la discografía de estudio del artista.

## Lista de canciones
Primera edición

| N.º | Título                   | Escritor(es) | Duración |  |
| 1.  | «Miedo»                  | Tino Casal   | 4:30     |  |
| 2.  | «Etiqueta negra»         | Casal        | 3:42     |  |
| 3.  | «Póker para un perdedor» | Casal        | 3:24     |  |
| 4.  | «African Chic»           | Casal        | 4:00     |  |
| 5.  | «Embrujada»              | Casal        | 4:25     |  |
| 6.  | «Los pájaros»            | Casal        | 4:35     |  |
| 7.  | «Legal, ilegal»          | Casal        | 3:54     |  |
| 8.  | «Azúcar moreno»          | Casal        | 4:02     |  |
| 9.  | «Un minuto más»          | Casal        | 3:24     |  |
| 10. | «Malaria»                | Casal        | 2:32     |  |

Maxi sencillos
| N.º | Título                  | Escritor(es) | Duración |  |
| 1.  | «Embrujada»             | Casal        | 4:25     |  |
| 2.  | «Bewitched (en inglés)» | Casal        | 6:22     |  |

Reedición

| N.º | Título                    | Escritor(es) | Duración |  |
| 1.  | «Miedo»                   | Casal        | 4:30     |  |
| 2.  | «Etiqueta negra»          | Casal        | 3:42     |  |
| 3.  | «Póker para un perdedor»  | Casal        | 3:24     |  |
| 4.  | «African Chic»            | Casal        | 4:00     |  |
| 5.  | «Embrujada»               | Casal        | 4:24     |  |
| 6.  | «Tigre bengalí»           | Casal        | 4:35     |  |
| 7.  | «Los pájaros»             | Casal        | 4:35     |  |
| 8.  | «Legal, ilegal»           | Casal        | 3:54     |  |
| 9.  | «Azúcar moreno»           | Casal        | 4:01     |  |
| 10. | «Un minuto más / Malaria» | Casal        | 5:47     |  |

## Personal
- Tino Casal - Composición, arreglos, diseño de portada, voces, programaciones y coros
- Javier Losada - Bajo
- Javier de Juan - percusión
- Luis Fernández Soria - Ingeniero
- Carlos G. Vaso - Guitarra
- Ollie Halsall - Guitarra
- A. Quintano - Teclados
- Julián Ruiz - Productor
- Pablo Pérez Mínguez - Fotografía